# Makkalakkentjålte
Makkalakkentjålte är en sjö i Bergs kommun i Jämtland och ingår i Indalsälvens huvudavrinningsområde. Sjön har en area på 0,0561 kvadratkilometer och ligger 837,2 meter över havet. Sjön avvattnas av vattendraget Björnsjöån.

## Delavrinningsområde
Makkalakkentjålte ingår i det delavrinningsområde (699012-138736) som SMHI kallar för Utloppet av Glensjön. Medelhöjden är 850 meter över havet och ytan är 24,38 kvadratkilometer. Det finns inga avrinningsområden uppströms utan avrinningsområdet är högsta punkten. Björnsjöån som avvattnar avrinningsområdet har biflödesordning 3, vilket innebär att vattnet flödar genom totalt 3 vattendrag innan det når havet efter 338 kilometer. Avrinningsområdet består mestadels av skog (57 procent) och kalfjäll (29 procent). Avrinningsområdet har 2,96 kvadratkilometer vattenytor vilket ger det en sjöprocent på 12,1 procent.